# أق بلاغ (تشهار دولي)
أق بلاغ (بالفارسية: اق بلاغ) هي قرية تقع في إيران في Chaharduli Rural District. يقدر عدد سكانها بـ 82 نسمة بحسب إحصاء 2016.